# Municipio 10 (condado de Rooks)
El municipio 10 (en inglés: Township 10) es un municipio ubicado en el condado de Rooks en el estado estadounidense de Kansas. En el año 2010 tenía una población de 176 habitantes y una densidad poblacional de 0,94 personas por km².

## Geografía
El municipio 10 se encuentra ubicado en las coordenadas 39°13′20″N 99°26′10″O / 39.22222, -99.43611. Según la Oficina del Censo de los Estados Unidos, el municipio tiene una superficie total de 186.86 km², de la cual 186.7 km² corresponden a tierra firme y (0.08%) 0.16 km² es agua.

## Demografía
Según el censo de 2010, había 176 personas residiendo en el municipio 10. La densidad de población era de 0,94 hab./km². De los 176 habitantes del municipio 10, el 94.89% eran blancos, el 0.57% eran afroamericanos, el 2.27% eran asiáticos, el 1.14% eran de otras razas y el 1.14% pertenecían a dos o más razas. Del total de la población el 1.7% eran hispanos o latinos de cualquier raza.